# Navarátri

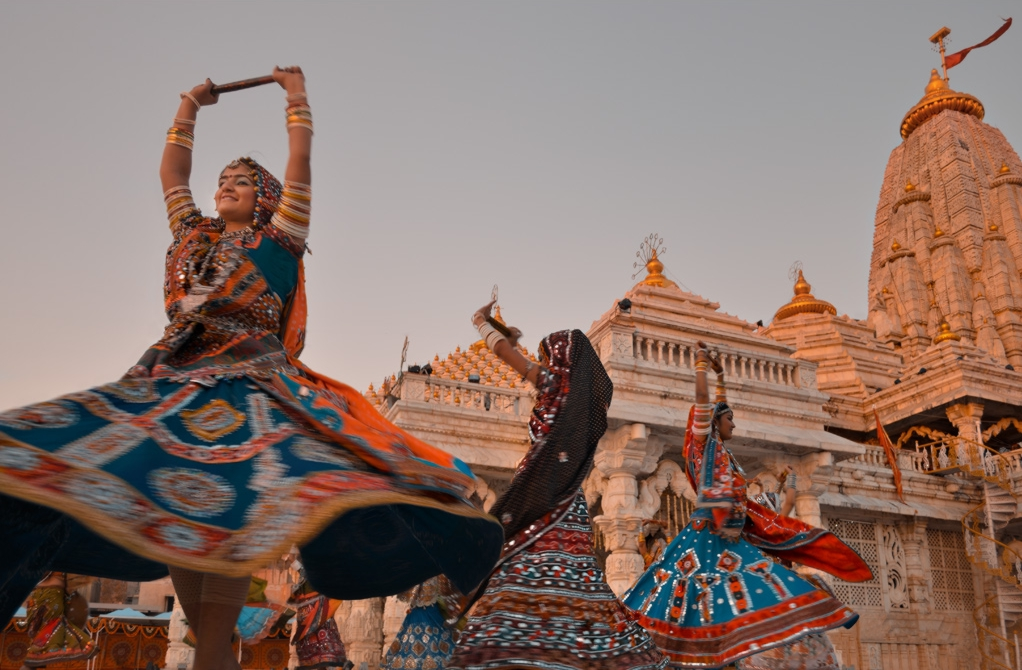
Garba-táncosok Navarátri ünnepe alatt a gudzsaráti Ambaji templomkörzetében

A Navarátri (Dévanágari: नवरात्री  ;gudzsaráti: નવરાત્રી; bengáli: নৗরাতরী; asszámi:নৱৰাত্রি;  pandzsábi: ਨਰਾਤੇ; kannada: ನವರಾತರೀ; telugu: నవరాతరీ; tamil: நவராதரீ; malajálam: നവരാത്രി) 

egy vallási, hindu ünnep (elsősorban a saktizmusban) amelyen Sakti (Dévi) anyaistennő különféle formáit imádják. Duséra, Daszara  vagy Daszera és a Durgá-púdzsá is ezt az ünnepet jelentik.
A szó jelentése: kilenc éjszaka, ugyanis kilenc éjjelen, vagyis tíz napon át tart az ünnep.
Jelentős vallási ünnep, amelyet szeptember vagy október hónapban tartanak.
Egész Indiában és Nepálban is megünneplik, továbbá Délkelet-Ázsia azon országaiban, ahol jelentős indiai közösségek vannak, de a legélénkebb ünneplés Gudzsarátban és Mahárástrában van, ahol az ünneplők ún. garba-táncot járnak, s közben ritmikusan tapsolnak. 
Az első három éjszakán Durgát, vagyis az Anya(istennő) pusztító aspektusát, a következő három éjszakán Laksmít, a teremtő aspektust, az utolsó három éjjelen pedig Szaraszvatít, a tudás aspektusát imádják. A tizedik nap a Vidzsaja dasamí, vagyis a győzelem napja (Duséra, Daszara). Ezen tizedik napon ünneplik a tudás győzelmét a tudatlanság felett, a jó győzelmét a gonosz felett. Ezen a napon viszik először iskolába a fiúgyermekeket és a spirituális tanítványok ezen a napon részesülnek beavatásban. Ezen az emlékezetes Vidzsaja dasamí napon a kétkezi fizikai munkások szertartást, púdzsát végeznek az eszközeikért és a szerszámaikért. Ezt nevezik ájudha púdzsának. Az emberek ekkor felismerik eszközeikben a saktit, az erőt, és Dévít imádják, köszönetképpen az általuk elért sikerért, anyagi boldogulásért és békéért.
Az istennők képmásait imádatuk után a tengerbe vagy egy tó vizébe engedik.

## Fordítás
- Ez a szócikk részben vagy egészben  a   Navratri című angol Wikipédia-szócikk fordításán alapul.  Az eredeti cikk szerkesztőit annak laptörténete sorolja fel. Ez a jelzés csupán a megfogalmazás eredetét és a szerzői jogokat jelzi, nem szolgál a cikkben szereplő információk forrásmegjelöléseként.